# Bentejuí
Bentejuí (c. 1465, Gran Canaria-29 de abril de 1483, Gran Canaria) fue un aborigen de la isla de Gran Canaria conocido por ser el caudillo que lideró la última resistencia aborigen ante la conquista castellana de la isla a finales del siglo XV.
Era hijo del rey o guanarteme del bando de Telde, una de las dos demarcaciones territoriales en que se dividía la isla en época prehispánica.
En los últimos momentos de la conquista castellana, Bentejuí decidió suicidarse antes que rendirse a los conquistadores.

## Antroponimia
El nombre Bentejuí aparece por primera vez reflejado en la información de méritos de Fernando Guanarteme mandada a realizar por su hija Margarita Fernández Guanarteme en 1526. En ella, el testigo y conquistador de la isla Gonzalo de Aguilar declara que «todos fueron á la fortaleza de Ajodar que es detrás de la Isla para
conquistar un caballero Canario que decían el Faya e á otro caballero que decían Bente Huy é otros muchos fidalgos [sic] Canarios».
En las conocidas como crónicas de la conquista de Gran Canaria (manuscritos Matritense, Ovetense y Lacunense) y en la obra de Juan de Abréu Galindo no se menciona el nombre de Bentejuí, solo se alude a él como hijo del guanarteme de Telde y pretendiente al gobierno unificado de la isla.
Por su parte, la pseudo-crónica de Pedro Gómez Escudero dice que el príncipe teldense se llamaba Bentago, mientras que Tomás Arias Marín de Cubas indica que al reyezuelo de Telde «los españoles le llamaron Tazartico».
Será el autor ilustrado grancanario Pedro Agustín del Castillo, que tuvo a la vista la referida «información guanartémica», quien relacione por primera vez el nombre de Bentejuí con el príncipe teldense de las crónicas.

### Etimología
Este antropónimo ha sido traducido por el filólogo e historiador Ignacio Reyes como 'el que grita o alerta' desde una posible forma primitiva we-n-tăɣuyyit > benteɣuî.

## Biografía

### Orígenes familiares
Bentejuí era hijo del guanarteme de Telde Bentago. Documentalmente consta que era primo hermano de Tenesoya y del guayre Autindana, y primo segundo de Masequera. Asimismo, como miembro de la familia de los guanartemes que practicaban la endogamia de linaje, tenía un estrecho parentesco con otros personajes destacados en las crónicas como Tenesor Semidán.

### Nacimiento y primeros años

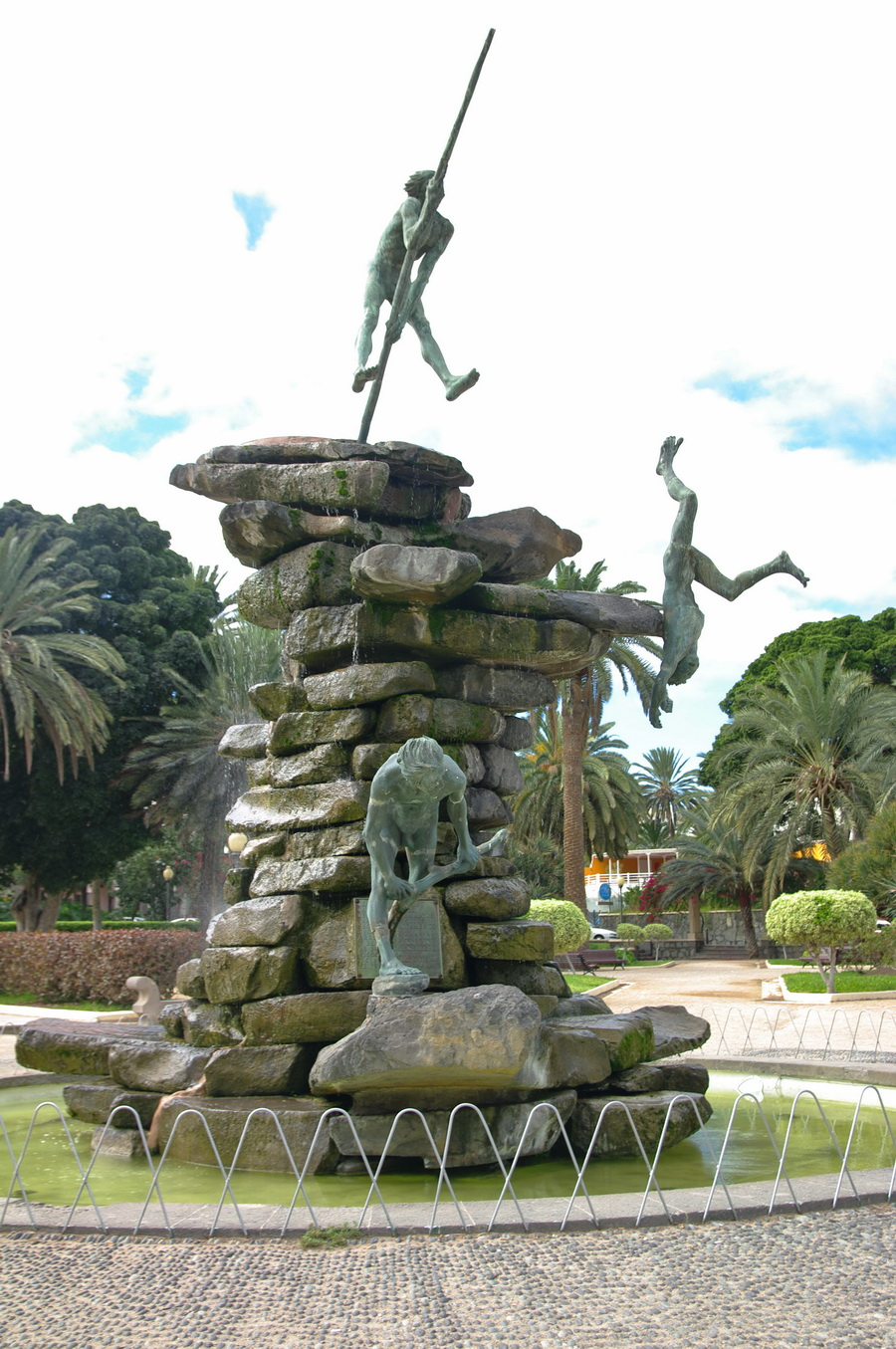
Conjunto escultórico Atis Tirma (1981), obra de Manuel Bethencourt, Las Palmas de Gran Canaria.

En la pseudo-crónica de Gómez Escudero se indica que Bentejuí tenía poco más de 18 años en 1482, por lo que su nacimiento debió producirse en torno a 1465. Abréu Galindo apunta también a que era aún un niño en torno a 1476.
Siendo aún menor de edad, falleció hacia 1476 su padre el guanarteme Bentago, lo que provocó cierto vacío de poder que fue aprovechado por el caudillo Doramas para rebelarse, argumentando «que aquella tierra venía de derecho á quien por su valentía la ganaba». Para protegerlo y defender sus derechos, el guanarteme de Gáldar, «tío» de Bentejuí, decidió llevárselo consigo a su territorio.

### Su papel durante la conquista de Gran Canaria
En 1478 dio comienzo la conquista de la isla por parte de la corona de Castilla. Tras varios años de enfrentamientos y la rendición del guanarteme de Gáldar Tenesor Semidán, Bentejuí pretendió el gobierno de toda la isla argumentando ser heredero de Telde por su padre y de Gáldar por haberse casado con Masequera, hija y heredera legítima de Egonaiga el Bueno.
A finales de 1482 regresó a Gran Canaria Tenesor Semidán, ya cristianizado como Fernando Guanarteme, y comenzó a ayudar a los conquistadores a reducir los focos de resistencia aborigen. En la fortaleza del roque Bentayga logró que el faycán de Gáldar y la mayoría de sus antiguos vasallos se entregaran, pero el faycán de Telde y Bentejuí no se rindieron, huyendo con unos doscientos fieles hacia el sur de la isla.
Recogido con su gente en la fortaleza de Ajodar, Bentejuí participó en la derrota que los canarios infringieron a los conquistadores cuando estos intentaron asaltar la fortaleza, muriendo gran número de ellos. Posteriormente, los canarios pasaron a refugiarse en otra fortaleza llamada Ansite, ubicada en la caldera de Tirajana.

### Última resistencia y fallecimiento
En abril de 1483 los conquistadores sitiaron la fortaleza de Ansite. Ante la inminente derrota, Fernando Guanarteme acudió junto a Bentejuí y los suyos para negociar la rendición. Aunque la mayoría de los canarios decidieron entregarse en ese momento, tanto Bentejuí como el faycán de Telde no consintieron. Así, viendo «la determinacían de los canarios que allí estaban con él, perdida la esperanza se partió con el Faycag á una parte de los riscos, y llamando á Atistirma abrazados se dejaron caer y derriscaron sin poderlos estorbar que no muriesen», «disiendo que más balía morir que no ser sujetos a rrey estraño».
Con la muerte de Bentejuí terminó la resistencia aborigen y se dio por concluida la conquista.

## En la ficción
Bentejuí ha aparecido como personaje principal o secundario en diversas obras modernas, tanto escritas como audiovisuales:
- Tirma (1954), largometraje de Paolo Moffa y Carlos Serrano de Osma.
- Ansite (2012), cortometraje de Armando Ravelo.
- Atis Tirma (2021), novela de Ulises Martín Hernández.
- Los giros del destino. Una novela sobre la conquista de Gran Canaria (2023), novela de Mariano Gambín García.
- Fernando Guanarteme : Tierra y sangre (2024), episodio de la serie documental Insulae. Crónica de nuestra historia del director José Luis González.